# سرخس بادکنکی شکننده
سرخس بادکنکی شکننده (نام علمی: Cystopteris fragilis) نام یک گونه از سرده سرخس بادکنکی است.